# Диференциал (техника)
Вижте пояснителната страница за други значения на Диференциал.
Диференциалът е механично устройство, което свързва три вала и прехвърля въртящ момент и въртеливо движение между тях.
Най-често се използва за разпределяне на въртящия момент от един задвижващ вал към два изходни вала. По-рядко се използва за комбиниране на въртящ момент от два задвижващи вала като към изхода може да се предава сумата или разликата между двата. Типичен пример за първия вариант е при автомобилите, където диференциалът получава въртящия момент от карданния вал и го разпределя между водещите колела. В традиционната конструкция като главна предавка се използва спирално-конична зъбна предавка (корона и пиньон), която осъществява постоянно предавателно число и реализира смяната на направлението на въртене под прав ъгъл. Главната предавка предава въртеливото движение на корпуса на диференциала, в който е монтирана планетарна предавка, състояща се от четири конични зъбни колела. Две от тях (сателити) се въртят свободно на оси прикрепени неподвижно към корпуса, а към тях перпендикулярно се зацепват други две, свързани с изходните валове т. нар. полуоски, които предават въртеливото движение на колелата на автомобила.